# West (Teksas)
West – miasto w Stanach Zjednoczonych, w stanie Teksas, w hrabstwie McLennan.